# امیر کاظم‌پور
امیر کاظم‌پور (زاده ۳ اردیبهشت ۱۳۶۲) کماندار ایرانی و عضو تیم ملی تیراندازی با کمان ایران است.

## حضور در بازی‌های آسیایی
امیر کاظم‌پور  توانست در هشتمین روز بازی‌های آسیایی ۲۰۱۴، اینچئون، کره جنوبی در بخش تیمی ماده کامپوند، به همراه اسماعیل عبادی و مجید قیدی با شکست دادن تیم ملی تیراندازی با کمان فیلیپین به نشان برنز مسابقات دست یابد.